# Krynki
Krynki (litauisch Krinkai; belarussisch Кры́нкі Krynki) ist eine polnische Stadt und Hauptort der gleichnamigen Stadt-und-Land-Gemeinde im Powiat Sokólski im östlichen Bereich der Woiwodschaft Podlachien. Die Stadt liegt an der Grenze zu Belarus. Zum 1. Januar 2009 wurde Krynki wieder zur Stadt erhoben.

## Sehenswürdigkeiten
- Auf dem 2,3 ha großen jüdischen Friedhof von Krynki befinden sich 3100 Grabsteine.
- Synagoge der Slonimer Chassiden